# 화성에서 온 침입자 (1953년 영화)
화성에서 온 침입자(Invaders From Mars)는 미국에서 제작된 윌리엄 캐머런 멘지스 감독의 1953년 SF 영화이다. 지미 헌트 등이 주연으로 출연하였다.

## 출연

### 주연
- 지미 헌트
- 헬레나 카터
- 아서 프란즈

### 조연
- 모리스 안크럼
- 리프 에릭슨
- 힐러리 브룩
- 맥스 와그너
- 밀번 스톤

## 제작진
- 협력프로듀서: 에드워드 L. 알퍼슨
- 미술: 윌리엄 카메론 멘지스
- 의상: 노마 코치